# Viktor Jakovlevics Bunyakovszkij
Viktor Jakovlevics Bunyakovszkij (Bar, Ukrajna 1804. december 16. – Szentpétervár, Oroszország 1889. december 12.) matematikus, fizikus.
Édesapja, Jakov Vaszilijevics Bunyakovszkij ezredesként szolgált. Viktor először magántanuló volt, majd Párizsba ment hogy megszerezze doktorátusát. Itt Cauchy tanítványaként dolgozott, majd 1825-ben sikeresen megszerzi fokozatát. Három tézist nyújt be Konstans vastagságú és meghatározott körvonalú lemezek forgó mozgása ferde tengely körül, Bolygók elliptikus mozgására vonatkozó érintővektor meghatározása és Hőterjedés szilárd testekben címekkel.
1826-ban Bunyakovszkij hosszú évekre visszatér Szentpétervárra. Sok helyen tart előadást matematikáról és mechanikáról. Hazájában ő terjesztette el Cauchy új elméletét a komplex függvények reziduumáról. Szintén ő mutatta meg Csebisev valószínűségszámítási eredményeit otthoni kollégáinak.
A szentpétervári egyetem professzora lesz 1846-tól egészen 1880-ig. 1864-től a tudományos akadémia alelnökévé választja, mely posztot egészen haláláig betölti.
Több, mint 150 cikket publikált a számelmélet, geometria és alkalmazott matematika témaköréből. Legismertebb eredménye a Cauchy–Bunyakovszkij–Schwarz-egyenlőtlenség. Ő ennek az integrálokra vonatkozó változatát bizonyította, 25 évvel Schwarz előtt.
Új bizonyítást adott Gauss kvadratikus reciprocitás tételére. Dickson egy könyvében 40 hivatkozást ad Bunyakovszkij munkáira.
1846-ban könyvet jelentet meg Foundations of the mathematical theory of probability címmel, melyben a hazai valószínűségszámítási iskola terminológiáját egységesíti. Másik célja Laplace 1812-es Théorie analytique des probabilites c. munkájának további terjesztése.
Bunyakovszkijnak sok olyan eredménye van, amely nem az ő nevét viseli. 1875-től a Szentpétervári Tudományos Akadémia (az 1917-es forradalom után Orosz Tudományos Akadémia) kiemelkedő matematikusoknak járó medáljának névadója.
1889. december 12-én, 4 nappal a 85. születésnapja előtt hunyt el.